# HTV-X
Das HTV-X (H-3 Transfer Vehicle) ist ein in Entwicklung befindliches unbemanntes Versorgungsraumschiff der japanischen Raumfahrtagentur (JAXA). Es ist eine Weiterentwicklung und Nachfolger des H-2 Transfer Vehicle und soll für Frachttransporte zur ISS und zum Lunar Orbital Platform-Gateway verwendet werden. Der Erststart ist für 2025 geplant.

## Technik
Der Aufbau und Missionsablauf des HTV-X orientieren sich an seinem Vorgänger, dem HTV. Eine Verbesserung gegenüber dem Vorgängermodell ist die Möglichkeit, Nutzlasten zu kühlen und sie deutlich später – bis 24 Stunden vor dem Start – nachzuladen.
Der leicht modifizierte Pressurized Logistics Carrier (PLC) des HTV wird mit einem neuen Servicemodul ausgestattet, die Energieversorgung erfolgt durch ausklappbare Solarpaneele. Das HTV-X ist 8 Meter hoch, hat einen Durchmesser von 4,4 Metern und soll in seiner Druckkabine bis zu 4070 kg Nutzlast transportieren können. Zusätzlich lässt sich bis zu 1750 kg nicht unter Druck stehende Nutzlast, auf der Oberseite des Servicemoduls angebracht, transportieren.
Nachdem die bis zu 6-monatige Hauptmission abgeschlossen ist, lässt sich das HTV-X für bis zu weitere 18 Monate als freifliegende Experimentierplattorm nutzen.

## Vergleich mit anderen Versorgungsraumschiffen
| Raumschiff                  | Progress                    | Space Shuttle mit MPLM                                                 | ATV                         | HTV HTV-X                                     | Dragon 1 Dragon 2                             | Cygnus                                     | Tianzhou                                                                                                  | Dream Chaser  |
| --------------------------- | --------------------------- | ---------------------------------------------------------------------- | --------------------------- | --------------------------------------------- | --------------------------------------------- | ------------------------------------------ | --- | ------------- |
| Startkapazität              | 2,2–2,4 t                   | 9 t                                                                    | 7,7 t                       | 6,0 t 5,8 t                                   | 6,0 t                                         | 2,0 t (2013) 3,5 t (2015) 3,75 t (2019)    | 6,5 t (2017) 6,8 t (2021) 7,4 t (2023)                                                                    | 5,5 t         |
| Landekapazität              | 150 kg (mit VBK-Raduga)     | 9 t                                                                    | –                           | 20 kg (ab HTV-7)                              | 3,0 t                                         | –                                          | – | 1,75 t        |
| Besondere Fähigkeiten       | Reboost, Treibstofftransfer | Transport von ISPR, Transport von Außenlasten, Stationsaufbau, Reboost | Reboost, Treibstofftransfer | Transport von ISPR, Transport von Außenlasten | Transport von ISPR, Transport von Außenlasten | Transport von ISPR, Aussetzen von Cubesats | Treibstofftransfer, Stromversorgung der Raumstation, fest installierte Nutzlasten, Aussetzen von Cubesats |               |
| Träger                      | Sojus                       | STS                                                                    | Ariane 5                    | H-IIB H3                                      | Falcon 9                                      | Antares / Atlas V / Falcon 9               | Langer Marsch 7                                                                                           | Vulcan        |
| Startkosten (grobe Angaben) | 65 Mio. USD                 | 450 Mio. USD                                                           | 600 Mio. USD                | HTV: 300–320 Mio. USD                         | 150/230 Mio. USD (Dragon 1/2)                 | 260/220 Mio. USD (Cygnus 2/3)              | 570 Mio. Yuan                                                                                             |               |
| Hersteller                  | RKK Energija                | Alenia Spazio (MPLM)                                                   | Airbus Defence and Space    | Mitsubishi Electric                           | SpaceX                                        | Orbital Sciences                           | CAST | Sierra Nevada |
| Einsatzzeitraum             | seit 1978                   | 2001–2011                                                              | 2008–2015                   | 2009–2020 ab 2025                             | 2012–2020 seit 2020                           | seit 2014                                  | seit 2017                                                                                                 | ab 2025       |

kursiv = geplant